# Ashby Folville
Ashby Folville är en by i civil parish Gaddesby, i distriktet Melton, i grevskapet Leicestershire i England. Byn är belägen 14 km från Leicester. Ashby Folville var en civil parish fram till 1936 när blev den en del av Gaddesby. Civil parish hade 123 invånare år 1931. Byn nämndes i Domedagsboken (Domesday Book) år 1086, och kallades då Ascbi.